# Diplodia ulicis
Diplodia ulicis är en svampart som beskrevs av Sacc. & Speg. 1878. Diplodia ulicis ingår i släktet Diplodia och familjen Botryosphaeriaceae.   Inga underarter finns listade i Catalogue of Life.